# 馬蒂·馬里昂
馬丁·懷特福德·馬里昂（英語：Martin Whiteford "Mr. Shortstop" Marion，1917年12月1日—2011年3月15日），綽號「游擊先生」，為美國職棒大聯盟的游擊手與總教練。生涯曾效力過紅雀與布朗等隊。擔任總教練期間，曾執教過紅雀、布朗與白襪等隊。

## 職業生涯

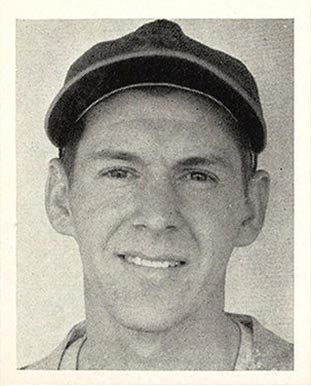
1941年的馬里昂

馬里昂小時候在亞特蘭大長大，高中時便加入學校棒球隊。他的哥哥瑞德也是一名大聯盟選手曾短暫在大聯盟出賽18場比賽。馬里昂從小手臂長度就比其他人長，也因此他在小時候獲得了「章魚」的綽號。而他也因為腳傷，因此不用服兵役，也不用在二戰上場。
馬里昂主要活躍於1940年代，1941年，他以先發游擊手身分全勤出賽。1947年，他整季只發生15次失誤，守備率高達9成81。
1942年，他的打擊率為2成76，並敲出聯盟最多的38支二壘安打，他也幫助球隊拿下該年世界大賽冠軍。1943年，他的打擊率為2成80，球隊再度闖進世界大賽。雖然他在世界大賽的打擊率高達3成57，不過紅雀最終仍敗給洋基。
1951年，馬里昂因為膝蓋和背部受傷導致整季報銷。於是他轉任球隊總教練，並帶領球隊拿下80勝73敗。之後紅雀讓Eddie Stanky接任總教練，並將馬里昂交易到布朗隊。他在布朗隊擔任球員兼教練，後來球隊在1953年末搬到巴爾的摩，並改名巴爾的摩金鶯，同時將馬里昂釋出。1954年，他成為白襪隊的總教練。雖然他在白襪隊三年間戰績不差，但連續三年都只拿下美聯第三，使得他最後遭到球隊解雇。
1958年，他在紅雀2A擔任總教練。後來這支球隊變成小熊隊的3A球隊，1960年，馬里昂將球隊賣給William Hopkins。Hopkins隨後賣給休士頓運動協會，最終這支球隊成為了現今的休士頓太空人隊。

## 晚年
2011年3月15日，馬里昂因為心臟病去世，享壽93歲。

## 生涯打擊成績
| 出賽次數 | 打席 | 打數 | 得分 | 安打 | 二安 | 三安 | 全壘打 | 打點 | 盜壘 | 保送 | 三振 | 打擊率 | 上壘率 | 長打率 | OPS  |
| -------- | ---- | ---- | ---- | ---- | ---- | ---- | ------ | ---- | ---- | ---- | ---- | ------ | ------ | ------ | ---- |
| 1572     | 6143 | 5506 | 602  | 1448 | 272  | 37   | 36     | 624  | 35   | 470  | 537  | .263   | .323   | .345   | .668 |

## 執教成績
| 球隊 | 年度   | 例行賽 | 例行賽 | 例行賽 | 例行賽 | 例行賽   |
| 球隊 | 年度   | 場次   | 勝場   | 敗場   | 勝率   | 戰績     |
| ---- | ------ | ------ | ------ | ------ | ------ | -------- |
| 紅雀 | 1951年 | 154    | 81     | 73     | .526   | 國聯第三 |
| 合計 | 合計   | 154    | 81     | 73     | .526   |          |
| 布朗 | 1952年 | 103    | 42     | 61     | .408   | 美聯第七 |
| 布朗 | 1953年 | 154    | 54     | 100    | .351   | 美聯第八 |
| 合計 | 合計   | 257    | 96     | 161    | .374   |          |
| 白襪 | 1954年 | 9      | 3      | 6      | .333   | 美聯第三 |
| 白襪 | 1955年 | 154    | 91     | 63     | .591   | 美聯第三 |
| 白襪 | 1956年 | 154    | 85     | 69     | .552   | 美聯第三 |
| 合計 | 合計   | 317    | 179    | 138    | .565   |          |
| 總計 | 總計   | 728    | 356    | 372    | .489   |          |

## 外部連結
- 球員資訊和成績在MLB，ESPN，Baseball-Reference，Fangraphs（英文）